# سی. نورمن برونزدیل
سی. نورمن برونزدیل (به انگلیسی: C. Norman Brunsdale) سناتور سابق عضو حزب جمهوری‌خواه ایالات متحده آمریکا بود. وی در سال ۱۹۵۹ تا ۱۹۶۰ میلادی سناتور ایالت داکوتای شمالی در سنای ایالات متحده آمریکا بود.